# Dead Man's Flats
Dead Man's Flats est un hameau (hamlet) de Bighorn No 8, situé dans la province canadienne d'Alberta. Il est aussi reconnu par Statistique Canada sous le nom de Pigeon Mountain.

## Démographie
En tant que localité désignée dans le recensement de 2011, Dead Man's Flats (Pigeon Mountain) a une population de 121 habitants dans 52 de ses 75 logements privés, soit une variation de -68,1% avec la population de 2006. Avec une superficie de 1,18 km2, le hameau possède une densité de population de 102,5 hab/km2 en 2011.
Concernant le recensement de 2006, Dead Man's Flats (Pigeon Mountain) abritait 82 habitants dans 41 de ses 58 logements privés. Avec une superficie de 0,15 km2, le hameau possédait une densité de population de 532,5 hab/km2 en 2006.